# Starkweather
Starkweather és una població dels Estats Units a l'estat de Dakota del Nord. Segons el cens del 2000 tenia 157 habitants.

## Demografia
Segons el cens del 2000, Starkweather tenia 157 habitants, 60 habitatges, i 46 famílies. La densitat de població era de 433 hab./km².
Dels 60 habitatges en un 28,3% hi vivien nens de menys de 18 anys, en un 70% hi vivien parelles casades, en un 5% dones solteres, i en un 23,3% no eren unitats familiars. En el 23,3% dels habitatges hi vivien persones soles el 6,7% de les quals corresponia a persones de 65 anys o més que vivien soles. El nombre mitjà de persones vivint en cada habitatge era de 2,62 i el nombre mitjà de persones que vivien en cada família era de 3,09.
Per edats la població es repartia de la següent manera: un 23,6% tenia menys de 18 anys, un 7,6% entre 18 i 24, un 27,4% entre 25 i 44, un 24,2% de 45 a 60 i un 17,2% 65 anys o més.
L'edat mediana era de 41 anys. Per cada 100 dones de 18 o més anys hi havia 114,3 homes.
La renda mediana per habitatge era de 28.750 $ i la renda mediana per família de 35.208 $. Els homes tenien una renda mediana de 25.833 $ mentre que les dones 16.563 $. La renda per capita de la població era de 12.278 $. Entorn del 8,1% de les famílies i el 8,3% de la població estaven per davall del llindar de pobresa.

## Poblacions més properes
El següent diagrama mostra les poblacions més properes.